# Zářijový program
Zářijový program (německy Das Septemberprogramm) bylo memorandum, které bylo autorizováno kancléřem Německého císařství Theobaldem von Bethmann-Hollwegem na začátku první světové války (1914–1918). Bylo sepsáno soukromým sekretářem kancléře, Kurtem Reizlerem 9. září 1914, připraveno jako podklad k mírovým jednáním s Francií v případě, že by německá vojska rychle zvítězila na Západní frontě. Územní změny v tomto případě měly být: anexe Lucemburska a částí Francie, vazalizace Belgie, rozšíření německých kolonií v Africe a rozšíření německého vlivu ve východní Evropě na úkor Ruského impéria.

## Válečné cíle

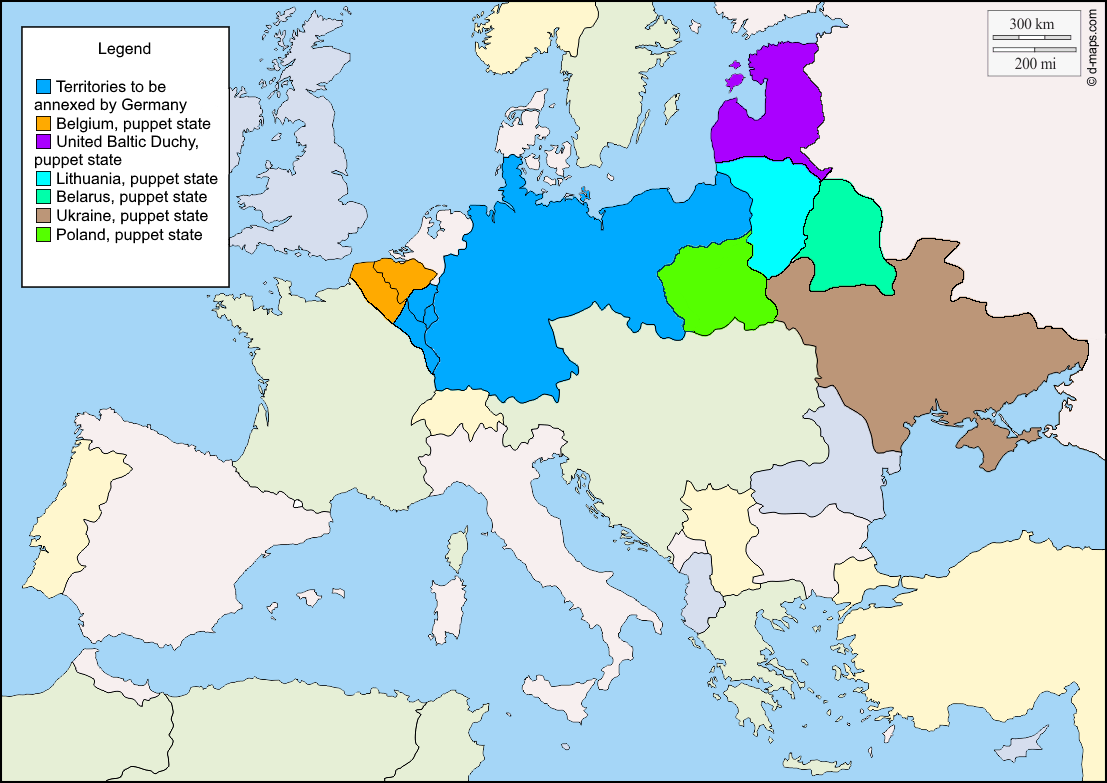
Plánované územní změny v Evropě na základě Zářijového programu

- Francie měla zaplatit 10 miliard německých marek jako válečné reparace.
- Lucembursko se mělo stát součástí Německého císařství.
- Belgie se měla stát vazalským státem Německého císařství, dále se měla vzdát své východní části a možná Antverp ve prospěch Německa.
- Francie měla zbořit svá opevnění na hranici s Německem.
- Francie se měla vzdát některého území na severu, například městečka Briey, Dunkerku a Boulogne-sur-mer ve prospěch Belgie, nebo Německa.
- Na východní frontě měly být vytvořeny vazalské státy Německa, jako Ukrajina, Litva, Polsko, Bělorusko, Spojené baltské vévodství a možná Gruzie.
- V Africe měla být vytvořena rozsáhlá německá kolonie Mittelafrika, měla vzniknou spojením stávajících německých kolonií s belgickými a částí francouzských.
- Nizozemsko mělo být přinuceno k bližším vztahům s Německem.
- Měla být vytvořena ekonomická unie Mitteleuropa, která by byla vedena Německem. Členy se měly stát následující státy: Německo, Rakousko-Uhersko, Dánsko, Belgie, Nizozemsko, Francie, německé vazalské státy a možná Itálie, Norsko a Švédsko.